# Seifenhalter

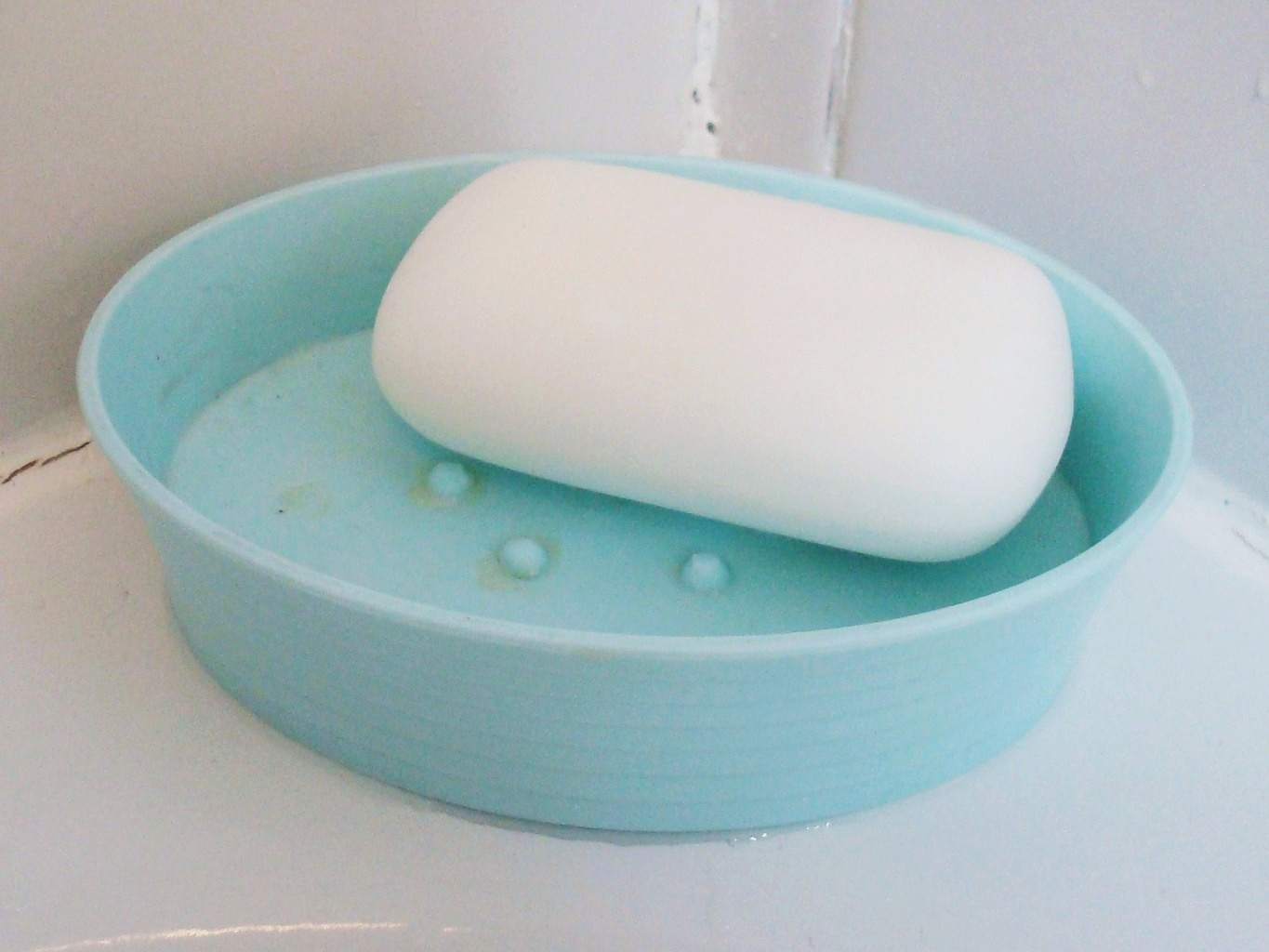
Eine blaue Seifenschale

Ein Seifenhalter ist eine Schale, in der ein Stück Seife zwischen den Benutzungen entweder gelegt, oder mit Hilfe eines Magnetes gehalten wird. Üblicherweise befindet er sich in der Nähe von Waschbecken, Duschen und Badewannen. Meist ist der Seifenhalter aus wasserfesten Materialien wie Kunststoff, Keramik, Metall oder Glas. Einige bestehen auch aus Bambus. Hiervon zu unterscheiden ist der Seifenspender der für Flüssig- oder Schaumseifen benötigt wird.

## Designelement

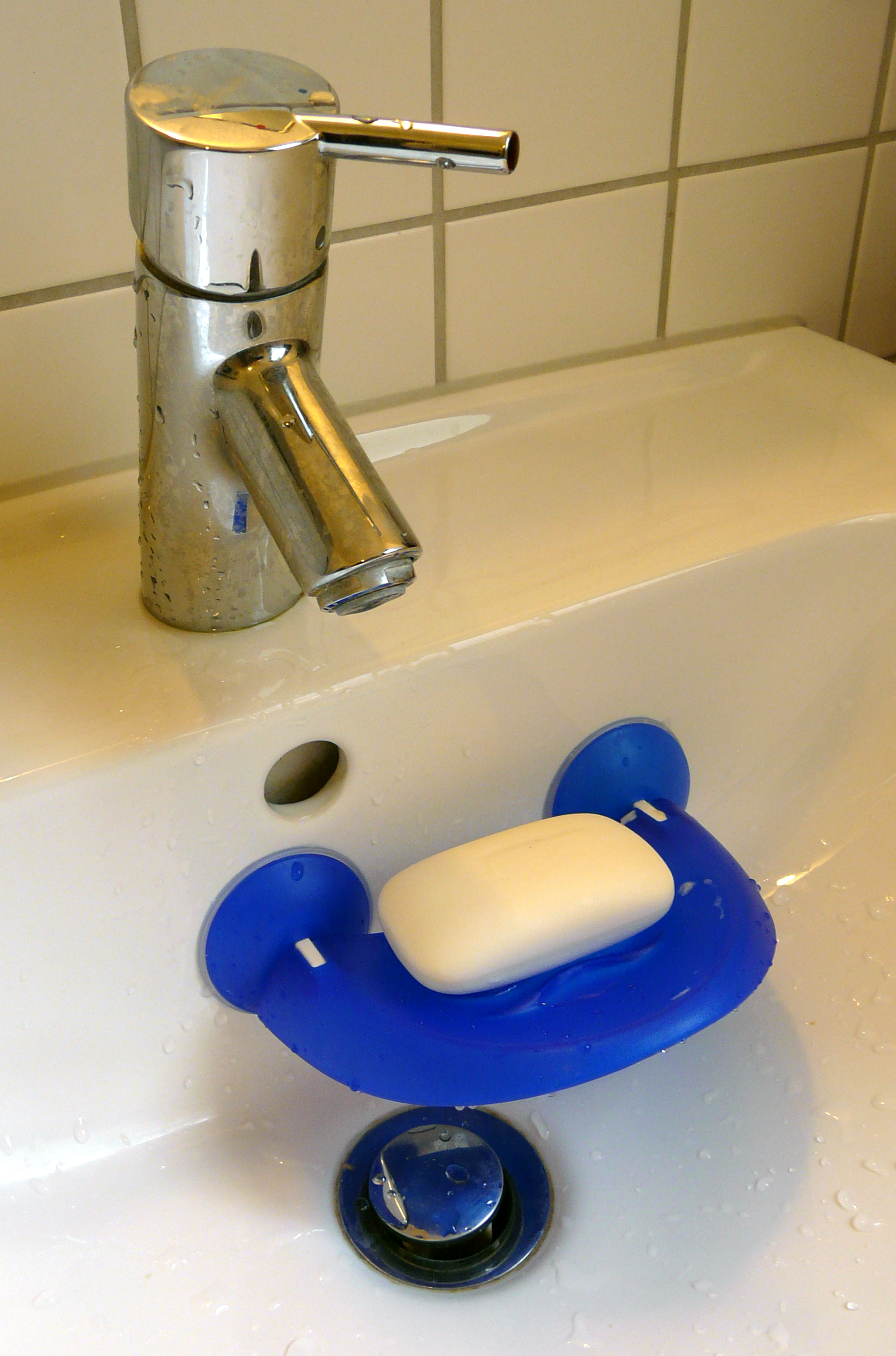
Unzerbrechliche Seifenschale aus Kunststoff mit humoriger Anordnung

Beim Design von Seifenhaltern spielen  Sauberkeit, Platzierung, Belüftung, Ästhetik, Kosten und Sicherheit eine Rolle. Häufig ist er Teil eines Badzubehörsets  und sie bilden gemeinsam ein Gruppendesign.
Die meisten Seifenhalter sind aus unzerbrechlichen Materialien mit rutschfesten Oberflächen, abgerundeten Kanten und einer sicheren Befestigung.
Üblicherweise ist er so gestaltet, dass möglichst viel Luft an die Seife gelangt. So kann die Seife abtrocknen und die Form bleibt erhalten.

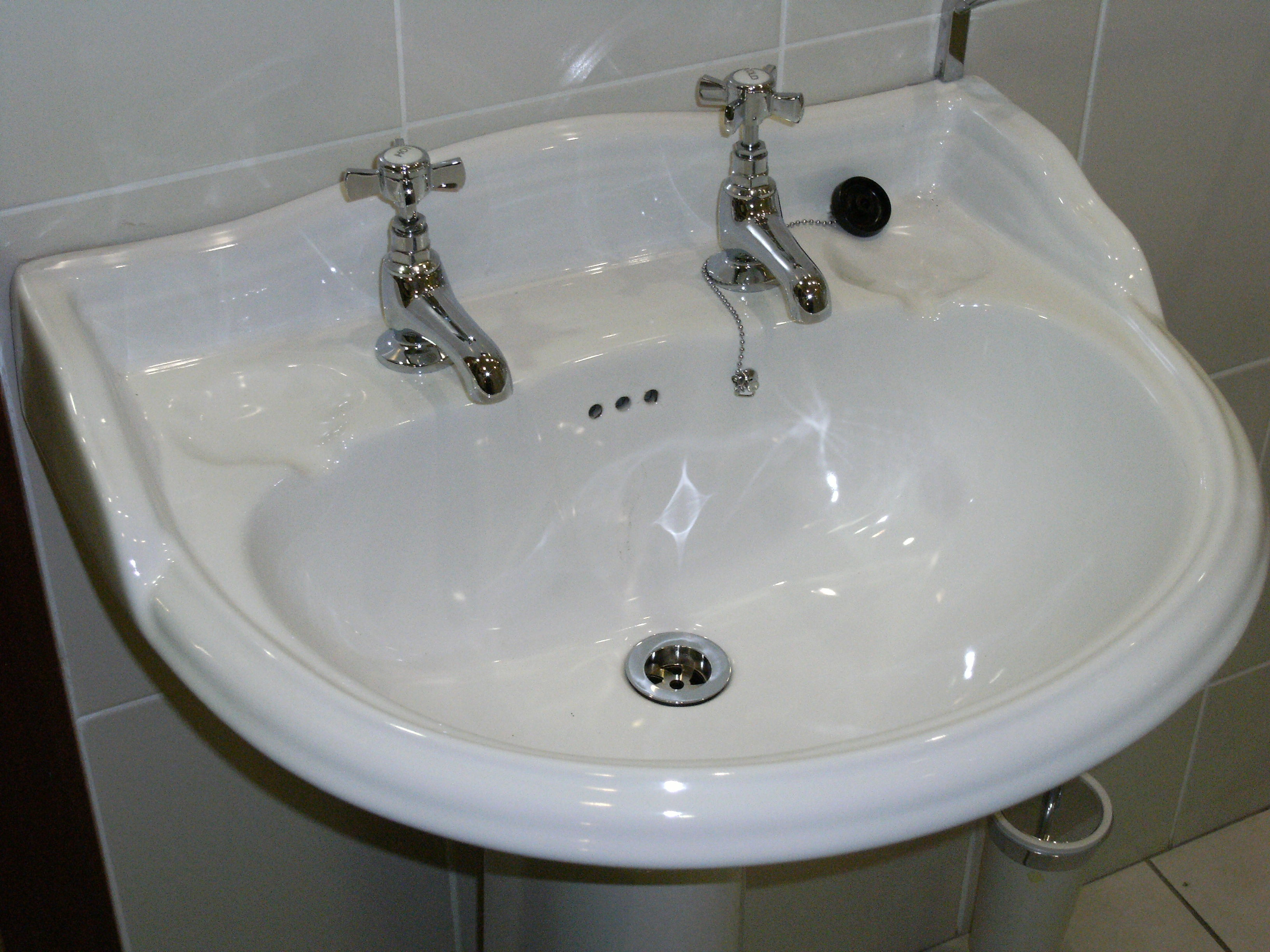
Waschbecken mit zwei integrierten Seifenschalen

Da die Seifenschale im Zusammenhang mit Händewaschen und Hygiene steht, besteht sie aus Materialien, die keine Poren haben und leicht zu reinigen sind.
Die meisten Seifenschalen sind eigenständig und können vom Nutzer selbst platziert werden. Einige sind aber auch im Waschbecken oder der Badewanne integriert. Einig sind vollständig tragbar und können mit auf Reise genommen werden.
Seifenhalter beeinflussen auch die Ästhetik eines Bades. Da sie relativ klein sind und auch sehr günstig sein können, können sie häufiger getauscht werden und das Bad somit getauscht werden.

## Geschichte
Eine Seifenschale soll bei der Ermordung des byzantinischen Kaisers Konstans II. (630–668) eine Rolle gespielt haben.
Eine Kleinanzeige vom 25. März 1820 die in Sydney [Australia] Gazette and New South Wales Advertiser listet bereits eine Seifenablage auf. Das Oxford English Dictionary gibt als erste Erwähnung des Begriffes soap-dish 1837 an (in The Pickwick Papers von Charles Dickens).
Eine Seifenschale aus Hartzinn  wurde zwischen 1807 und 1835 in Meriden, Connecticut, hergestellt. Heute befindet sich ein Exemplar im Metropolitan Museum of Art.  1887 wurde in einem medizinische Journal eine Operationstisch mit eingebauter Seifen erwähnt.
In Deutschland sind heutzutage Halter für Stückseife auf dem Rückzug. Für die häufiger verwendete Flüssigseife werden Seifenspender verwendet.